# Eugenio Zolli

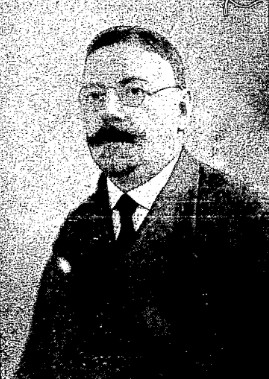
Eugenio Zolli

Eugenio Zolli, geboren als Israel Zoller, (Brody (Galicië), 27 september 1881 - Rome, 2 maart 1956) was een Italiaanse rabbijn en hebraïcus die zich bekeerde tot het christelijk geloof. Van 1939 tot 1945 was hij de opperrabbijn van Rome. In 1945 liet hij het joodse geloof achter zich en stapte samen met zijn echtgenote over naar de Rooms-Katholieke Kerk. Hij nam de naam Eugenio aan als eerbewijs aan paus Pius XII, wiens doopnaam ook Eugenio was.

## Levensloop
Zolli werd in de provincie Galicië in het toenmalige Oostenrijk-Hongarije. Hij studeerde filosofie aan de Universiteit van Florence en bereidde zich tegelijkertijd voor op het rabbijnschap. In 1920 werd hij rabbijn in Triëst, dat in datzelfde jaar overging van Oostenrijk-Hongarije naar Italië. In die tijd italianiseerde de familie haar naam tot Zolli. In Triëste ontwikkelde Zolli zich van Asjkenazisch antizionist tot zionist, in Rome wederom tot criticus van het zionisme.
Tijdens de Holocaust zocht en vond Zolli onderdak in Vaticaanstad. Italiaanse Joden bekritiseerden na het einde van de oorlog, dat Zolli tezamen met duizenden Romeinse joden toevlucht had genomen tot het Vaticaan en zo de Sjoa overleefd had. Door zijn rivaal Foa werd Zolli in 1944 reeds aangevallen; Zolli zei dat hij de registers van de Romeinse synagoges had willen vernietigen voor de Duitse inval, maar dat Foa hem weerhouden had. De 'zaak Zolli' speelt een rol in de discussie over de houding van paus Pius XII tijdens de Tweede Wereldoorlog. Door de verdedigers van Zolli wordt diens bekering gezien als een bewijs voor de 'grote rol die Paus Pius XII heeft gespeeld in het redden van de Joden uit handen van de nazi's'. Volgens anderen zou Pius XII de bekering van Zolli hebben gebruikt als een argument om zijn terughoudendheid ten aanzien van het lot van de joden te verdoezelen. Gezien het feit dat Pius XII zelf de bekering niet in de publiciteit bracht, lijken deze beweringen anachronistisch. In 1945 speelde er geen publiek debat over de rol van paus en Heilige Stoel in de Tweede Wereldoorlog.
Later werkte Zolli aan het Pauselijk Bijbelinstituut als doctor in de Hebreeuwse taal. Hij overleed op 74-jarige leeftijd te Rome - toevallig op de tachtigste verjaardag van Pius XII.

## Werken
- (it)  Il Nazareno, 1938.
- (it)  Antisemitismo, AVE 1945.
- (it)  Christus, AVE 1946.
- (it)  Da Eva a Maria, 1953.
- (it)  Prima dell’alba (autobiografie), editie San Paolo 2004